# جيم ماكدونالد (لاعب كرة قاعدة أمريكي)
جيم ماكدونالد (بالإنجليزية: Jim McDonald)‏ هو لاعب كرة قاعدة أمريكي، ولد في 6 أغسطس 1860 في سان فرانسيسكو في الولايات المتحدة، وتوفي بنفس المكان في 14 سبتمبر 1914.

## وصلات خارجية
- جيم ماكدونالد (لاعب كرة قاعدة أمريكي) على موقعبيزبول رفرنس.كوم (الدوري الرئيسي) (الإنجليزية)